# 6,7,8-三羟基香豆素
6,7,8-三羟基香豆素是一种有机化合物，分子式C9H6O5，属于一种香豆素类化合物，存在于一些天竺葵属（Pelargonium）植物中。